# Verdanimációk
A Verdanimációk (eredeti cím: Cars Toon) 2008 és 2014 között futott amerikai 3D-s számítógép animációs vígjátéksorozat, amelyet John Lasseter, Rob Gibbs és Jeremy Lasky rendezett, a Verdák című animációs film alapján.
Amerikában a Disney Channel mutatta be 2008. október 27-én. Magyarországon szintén a Disney Channel mutatta be.

## Történet
A Verdák filmből már ismert két főszereplő vidám mindennapjait mutatja be a sorozat, amely Kipufogófürdő városában játszódik. Matuka, a régi roncsszállító meséli el kissé nagyotmondó történeteit versenyautó barátjának, Villám McQueen-nek. E történetekben Matuka hol űrhajós, hol kaszkadőr, esetleg tűzoltókocsi vagy pankrátor, valamint egyszer egy UFO-t is látott. Történeteiben általában Villámnak is szán kisebb-nagyobb szerepeket, amikor az nem hiszi el a történetek hitelességét. Ennek ellenére Villám minden alkalommal azt mondja rájuk: "Bocs Matu, de ez csak kamu". Viszont a sorozat epizódjainak végén nagyjából beigazolódnak Matuka nagyotmondó történetei (például, mikor arról mesél, hogy űrhajós volt, később személyesen felkeresi őt a NASA, vagy amikor az UFO-val való találkozásról mesél, megmutatja, hogy tud repülni, amit UFO barátja, Matufó tanított neki.).

## Szereplők
- Matuka: Kipufogófürdő hűséges, mindig jókedvű, bár néha kicsit nagyotmondó vontatókocsija. Szereti vidám történeteivel szórakoztatni a barátait.
- Villám McQueen: A Szelep Kupa versenyfutam többszörös győztese, aki Kipufogófürdő városában rendezte be főhadiszállását, és itt is telepedett le. Ő Matuka legjobb barátja, gyakran hallgatja barátja színes történeteit, annak ellenére, hogy sosem hiszi el hitelességüket.
- Mia és Tia: Egy sportautó ikerpár, a valóságban Villám McQueen elszánt rajongói, Matuka nagyotmondó történetei szerint pedig az ő roncsszállítói rajongói. Rendesen nem beszélnek általában, csak csecsemő módra gügyögnek.
- Luigi: Az olasz származású Fiat 500-as, Kipufogófürdő ügyes szerelője.
- Guido: A kis targonca, Luigi segédje, aki kizárólag csak olaszul beszél.
- Lizzie: Egy 23-as T-modell, Kipufogófürdő legidősebb lakója.
- Tőtike: A kipufogófürdői benzinkút mindig vidám tulajdonosa.
- Sheriff: Kipufogófürdő rettenthetetlen rendőre.
- Sally: Villám McQueen barátnője. Csak néhány részben tűnik fel.
- Matufó: Egy kedves UFO, aki nagyon hasonlít Matukára. Matuka barátja lesz, és megtanítja őt repülni. Csak egy részben tűnik fel (UFO Matuka).

## Szereposztás
| Szerep         | Eredeti szinkron                                               | Magyar hang        |
| -------------- | -------------------------------------------------------------- | ------------------ |
| Matuka         | Larry the Cable Guy                                            | Gesztesi Károly    |
| Villám McQueen | Keith Ferguson Owen Wilson (utolsó rész)                       | Tóth Roland        |
| Mia            | Lindsey Collins                                                | Molnár Ilona       |
| Tia            | Elissa Knight                                                  | Bogdányi Titanilla |
| Sally          | Bonnie Hunt                                                    | Náray Erika        |
| Luigi          | Tony Shalhoub                                                  | Jáksó László       |
| Lizzie         | Katherine Helmond                                              | Pásztor Erzsi      |
| Fillmore       | George Carlin (1. évad, archív felvétel) Lloyd Sherr (2. évad) | Háda János         |
| Tőtike         | Jenifer Lewis                                                  | Némedi Mari        |
| Seriff         | Michael Wallis                                                 | Kárpáti Tibor      |
| Guido          | Guido Quaroni                                                  | (saját hangján)    |

## Epizódok

### Évados áttekintés
| Évad | Évad | Epizódok | Eredeti sugárzás  | Eredeti sugárzás | Magyar sugárzás | Magyar sugárzás    |
| Évad | Évad | Epizódok | Évadpremier       | Évadfinálé       | Évadpremier     | Évadfinálé         |
| ---- | ---- | -------- | ----------------- | ---------------- | --------------- | ------------------ |
|      | 1    | 11       | 2008. október 27. | 2012. június 5.  | ?               | 2013. december 7.  |
|      | 2    | 4        | 2013. március 22. | 2014. május 20.  | 2013. július 6. | 2014. november 18. |

### 1. évad
| #            | #            | Eredeti cím                        | Magyar cím                | Rendezte      | Eredeti premier    | Magyar premier    |
| Matuka meséi | Matuka meséi | Matuka meséi                       | Matuka meséi              | Matuka meséi  | Matuka meséi       | Matuka meséi      |
| ------------ | ------------ | ---------------------------------- | ------------------------- | ------------- | ------------------ | ----------------- |
| 1.           | 1.           | Rescue Squad Mater                 | Tűzoltó Matuka            | John Lasseter | 2008. október 27.  |                   |
| 2.           | 2.           | Mater the Greater                  | A Nagy Matuka             | John Lasseter | 2008. október 28.  |                   |
| 3.           | 3.           | El Materdor                        | El Matudor                | John Lasseter | 2008. október 29.  |                   |
| 4.           | 4.           | Tokyo Mater                        | Tokió Matu-szan           | John Lasseter | 2008. december 12. |                   |
| 5.           | 5.           | (U.F.M.) Unidentified Flying Mater | Ufó Matuka                | John Lasseter | 2009. november 20. |                   |
| 6.           | 6.           | Monster Truck Mater                | Monstrum Pankrátor Matuka | John Lasseter | 2010. július 30.   |                   |
| 7.           | 7.           | Heavy Metal Mater                  | Heavy Metal Matuka        | John Lasseter | 2010. október 8.   |                   |
| 8.           | 8.           | Moon Mater                         | Holdjáró Matuka           | Rob Gibbs     | 2010. november 2.  |                   |
| 9.           | 9.           | Mater Private Eye                  | Matuka, a magánnyomozó    | Rob Gibbs     | 2010. november 2.  |                   |
| 10.          | 10.          | Air Mater                          | Repülő Matuka             | Rob Gibbs     | 2011. november 1.  |                   |
| 11.          | 11.          | Time Travel Mater                  | Időutazó Matuka           | Rob Gibbs     | 2012. június 5.    | 2013. december 7. |

### 2. évad
| #                      | #                      | Eredeti cím                | Magyar cím             | Rendezte               | Eredeti premier        | Magyar premier         |
| Mesék Kipufogófürdőből | Mesék Kipufogófürdőből | Mesék Kipufogófürdőből     | Mesék Kipufogófürdőből | Mesék Kipufogófürdőből | Mesék Kipufogófürdőből | Mesék Kipufogófürdőből |
| ---------------------- | ---------------------- | -------------------------- | ---------------------- | ---------------------- | ---------------------- | ---------------------- |
| 12.                    | 1.                     | Hiccups                    | Csuklás                | Jeremy Lasky           | 2013. március 22.      | 2013. július 6.        |
| 13.                    | 2.                     | Bugged                     | Poloska                | Jeremy Lasky           | 2013. március 22.      | 2013. július 20.       |
| 14.                    | 3.                     | Spinning                   | Pörgetés               | Jeremy Lasky           | 2013. március 22.      | 2013. július 27.       |
| 15.                    | 4.                     | The Radiator Springs 500 ½ | Kipufogófürdő 500 és ½ | Rob Gibbs              | 2014. május 20.        | 2014. november 18.     |

## Gyártás
A Verdák című film sikere után 2006 ban megkezdődött a sorozat gyártása. Az első kilenc epizódot a Pixar és a Walt Disney Television Animation készítette, míg a többit a Pixar leányvállalata, a Pixar Canada készítette.
A Rob Gibbs rendező a 2013-as Disney D23 Expon elmondta az második évad ötödik rész címét, "To Protect and Serve". Az epizód 2014-ben debütált volna Disney Channelen. Azonban soha nem mutatták be.